# Veranópolis Esporte Clube Recreativo e Cultural
O Veranópolis Esporte Clube Recreativo e Cultural, conhecido apenas por Veranópolis e cujo acrônimo é VEC, é um clube brasileiro de futebol, sediado na cidade de Veranópolis, no estado do Rio Grande do Sul.

## História
O Veranópolis foi fundado em 15 de janeiro de 1992, surgindo da fusão de dois clubes rivais da cidade (Clube Atlético Veranense Recreativo e Cultural, e Grêmio Esportivo e Cultural Dalban). Em 1976 Veranense e Dalban passavam por dificuldades financeiras. Para não fecharem as portas, os dois clubes resolveram se unir formando a Associação Veranópolis. No entanto a fusão acabou emperrando a partir do momento da junção dos patrimônios dos clubes, onde as duas partes entraram em litígio, não chegando a um denominador comum. Passado pouco tempo da tentativa de fusão, as equipes seguiram sendo independentes.
Em 1992, como a situação dos clubes não melhorou, foram iniciadas novas negociações para a fusão. Após mais uma rodada de negociações surge, em 15 de janeiro de 1992, o Veranópolis Esporte Clube Recreativo e Cultural.
Para agradar a todos, os dirigentes resolveram unir até mesmo as cores de cada clube, se tornando um dos poucos times pentacolores, trazendo em seu escudo o azul e vermelho do C. A. Veranense R. C., o verde e branco do G. E. C. Dalban e ainda a adição do amarelo, presente na bandeira do município de Veranópolis.

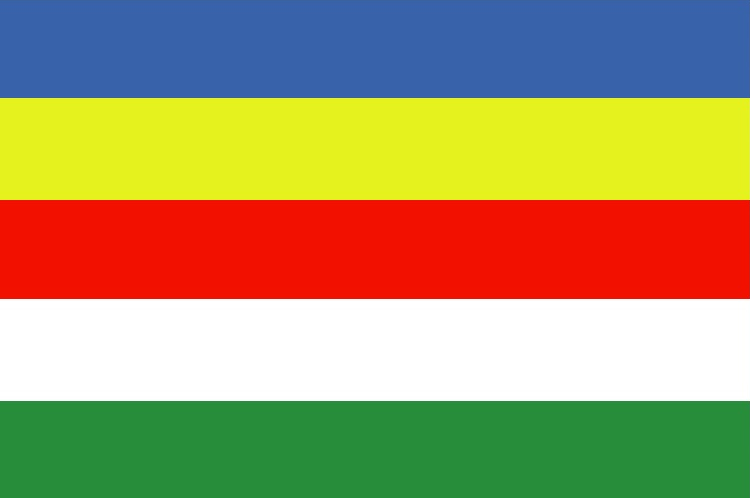
Veranópolis, um dos poucos clubes do mundo com cinco cores.

No ano seguinte de sua fundação, em 1993, o VEC sob o comando do técnico Tite, se sagrou campeão da segunda divisão do campeonato gaúcho, conseguindo o acesso para a elite do futebol gaúcho, onde permaneceu até 2019.
O título gaúcho ainda é um sonho para o Veranópolis, porém, em algumas oportunidades ele quase virou realidade. Nos anos de 1997, 1998 e 1999 o time chegou nas semifinais, por pouco não conseguindo uma vaga na grande decisão. Nas duras semifinais destes três anos o VEC foi derrotado duas vezes pelo Internacional e outra pelo Grêmio.
Outras boas campanhas aconteceram em 2007 quando o time perdeu na semifinal para o Juventude, terminando na terceira colocação e em 2012, quando o VEC conquistou o título do interior.

### Copa do Brasil
Em sua recente história o Veranópolis obteve por duas vezes participação na Copa do Brasil, porém jamais alcançou a segunda fase da competição.
Em 21 de fevereiro de 2007 o VEC estreava na competição nacional recebendo o Cruzeiro no Antônio David Farina. Bravamente segurou o empate em 0 a 0 que garantiu o jogo da volta.
O jogo da volta, 7 dias depois levou o VEC até o Estádio Mineirão em Belo Horizonte, e na noite daquela quarta feira o Cruzeiro encarou um retrancado Veranópolis, que pouco saiu para o jogo e acabou sendo derrotado e eliminado da competição. Resultado final 1 a 0 para o Cruzeiro, gol de Ricardinho aos 29 minutos do primeiro tempo. O Cruzeiro porém não iria tão longe na competição, foi eliminado pelo Brasiliense nas oitavas de final. O destaque do VEC neste ano, além do centroavante Víctor Hugo, foi o goleiro Gilmar Dal Pozzo, técnico que levou a Chapecoense a Série A do Campeonato Brasileiro em 2014.
O VEC somente voltaria a disputar a competição nacional em 2013, conquistando a vaga por ter sido Campeão do Interior no Gauchão de 2012.
O adversário desta edição seria o Santo André. O jogo de ida, dia 3 de abril de 2013 no ADF, acabou com resultado animador para o torcedor pentacolor: 1 a 0 para o Veranópolis, garantindo o jogo da volta em São Paulo. Nesta partida o VEC atuou com a equipe reserva, o clube se guardava para o Gauchão e participação na competição nacional não era vista como prioridade para a Diretoria.
O jogo da volta ocorreu no dia 17 de abril de 2013 no Estádio Bruno José Daniel, em Santo André, no ABC Paulista. Para esta decisão o VEC enviou a equipe titular completa, sonhando então com a inédita vaga na segunda fase da competição. A frustrada eliminação veio no segundo tempo da partida quando aos 26 Jardel, em cobrança de falta, abriu o marcador para a equipe paulista. O VEC segurou o ímpeto do Santo André até os 40 minutos, quando Elielton acertou um belo chute de fora da área a decretou o resultado final: 2 a 0 e a eliminação do VEC mais uma vez na primeira fase. Para o Santo André também a vida na competição não seria tão longa, a equipe foi derrotada na fase seguinte pelo Goiás.

## Títulos
| Estaduais             | Estaduais                             | Estaduais         | Estaduais         |
|                       | Competição                            | Títulos           | Temporadas        |
| --------------------- | ------------------------------------- | ----------------- | ----------------- |
|                       | Campeonato Gaúcho do Interior         | 3                 | 1997, 1999 e 2012 |
|                       | Campeonato Gaúcho - Divisão de Acesso | 1                 | 1993              |
| Campanhas de Destaque |                                       |                   |                   |
|                       | Competição                            | Posição           | Temporadas        |
|                       | Copa Serrana                          | Vice-Campeão      | 2014              |
|                       | Copa João Giugliani Filho             | 3º Lugar          | 1995              |
|                       | Copa Daltro Menezes                   | 3º Lugar          | 1996              |
|                       | Campeonato Gaúcho                     | 3º Lugar          | 1997, 1999 e 2007 |
| 4º Lugar              | Campeonato Gaúcho                     | 1998, 2009 e 2012 |                   |
|                       | Quadrangular Longevidade              | 4º Lugar          | 2016              |

 Campeão Invicto

## Artilheiros
Artilheiros do Campeonato Gaúcho
- Vítor Hugo - 2007 (13 gols).

Artilheiros do Campeonato Gaúcho - Divisão de Acesso
- Jorjão - 1993 (14 gols).

## Símbolos

### Uniformes
| 1992 | Ver evolução | Atual |

### Escudo
| Evolução do Escudo do Veranópolis Esporte Clube Recreativo e Cultural | Evolução do Escudo do Veranópolis Esporte Clube Recreativo e Cultural | Evolução do Escudo do Veranópolis Esporte Clube Recreativo e Cultural | Evolução do Escudo do Veranópolis Esporte Clube Recreativo e Cultural |
| Veranense                                                             | 1992-2000                                                             | 2001                                                                  | 2002-Atualmente                                                       |
| Dalban                                                                |                                                                       |                                                                       |                                                                       |
| --------------------------------------------------------------------- | --------------------------------------------------------------------- | --------------------------------------------------------------------- | --------------------------------------------------------------------- |

## Estatísticas

### Participações
|  | Participações em 2025 |

| Competição        | Competição        | Temporadas | Melhor campanha                 | Estreia | Última | P | R |
| Rio Grande do Sul | Campeonato Gaúcho | 26         | 3º colocado (1997, 1999 e 2007) | 1994    | 2019   |   | 1 |
| Rio Grande do Sul | Série A2          | 7          | Campeão (1993)                  | 1992    | 2025   | 1 | – |
| Rio Grande do Sul | Copa FGF          | 2          | 2ª fase (2014)                  | 2004    | 2014   |   |   |
| Brasil            | Copa do Brasil    | 2          | 1ª fase (2007 e 2013)           | 2007    | 2013   |   |   |

### Temporadas
Para estatísticas detalhadas, clicar sob o ano correspondente à temporada.
Legenda:
| Campeão. Vice-campeão. Campeão Gaúcho do Interior. 1^ : Treinador Demitido. 2^ : Treinador Pediu Demissão. 3^ : Treinador Contratado por Outra Equipe. |